# Oversøisk forvaltningsområde
|  | Sammenskrivningsforslag Artiklen Oversøisk forvaltningsområde er foreslået føjet ind i Frankrigs oversøiske områder. (Siden oktober 2016) Diskutér forslaget |

Oversøisk område ((fransk):collectivité d'outre-mer, forkortet COM), er betegnelsen for oversøiske forvaltningsenheder indenfor republikken Frankrig, der ligesom landets regioner er primære administrative inddelinger. De oversøiske områder indbefatter dels nogle tidligere franske oversøiske territorier og dels nogle franske oversøiske enheder med en speciel status, som alle blev oversøiske områder ved den franske forfatningsreform af 28. marts 2003.
Per 31. januar 2013 var der fem oversøiske områder:
- Fransk Polynesien blev et oversøisk område i 2003. Dets grundlov af 27. februar 2004 giver det status af oversøisk land indenfor republikken Frankrig (fr. pays d'outre-mer au sein de la République, forkortet POM), men uden juridisk ændring af dets status. Fransk Polynesien har en høj grad af autonomi, to symbolske manifestationer af dette er titlen præsident for Fransk Polynesien (Le président de la Polynésie française) og dets betegnelse som pays d'outre-mer. Landet har desuden egen lovgivende forsamling.
- Saint-Barthélemy, en lille ø i de Små Antiller.
- Saint Martin, den nordlige del af øen Saint Martin i de Små Antiller. Saint Martin er forblevet en del af EU.
- Saint Pierre og Miquelon, en øgruppe i Atlanterhavet ud for Newfoundland i Canada. Det har et territorieråd.
- Wallis og Futuna, tre små øer i Stillehavet og den eneste beboede del af Frankrig, der ikke er inddelt i kommuner.

Øen Mayotte i det Indiske Ocean var et oversøisk område til 31. marts 2011, da det blev et oversøisk departement.